# Epilyna
Epilyna es un género que tiene asignada dos especies de orquídeas de hábitos terrestres.  Es originario de América desde Costa Rica hasta Ecuador.

## Descripción
Son orquídeas de pequeño tamaño que prefieren el clima fresco, tienen hábito terrestre con un tallo erecto envuelto en hojas , ovadas y bilobuladas en el ápice. Florece en el verano en una inflorescencia en forma de racimo con pocas flores. 

## Especies seleccionadas
| - Epilyna embreei - Epilyna hirtzii |